# The Hoarder
The Hoarder è un film horror diretto da Matt Winn.

## Trama
Quando Ella scopre che il suo fidanzato banchiere di Wall Street sta affittando un magazzino segreto, sospetta che lo stia usando per nascondere una relazione. Con l'aiuto della sua migliore amica Molly, irrompe nella struttura solo per scoprire invece qualcosa di più terrificante. Intrappolata in un edificio oscurato con un gruppo di estranei nevrotici che iniziano a sparire uno dopo l'altro, Ella scopre presto un orrore ancora peggiore nelle profondità umide. Inizia cosi la sua battaglia per la vita o la morte.

## Produzione
Le riprese sono state realizzate tra Londra e New York.

## Distribuzione
La prima assoluta avvenne al Glasgow Fright Fest il 26 febbraio 2015; venne quindi proiettato al Fantasporto International Film Festival due giorni dopo.
Il film non ha avuto una regolare proiezione al cinema ed in Europa è stato distribuito solo per il mercato dell'home-video, in Italia dal 18 ottobre 2016.
È anche noto con il titolo "The bunker".